# Heilig-Kreuz-Kirche (Großfeldsiedlung)

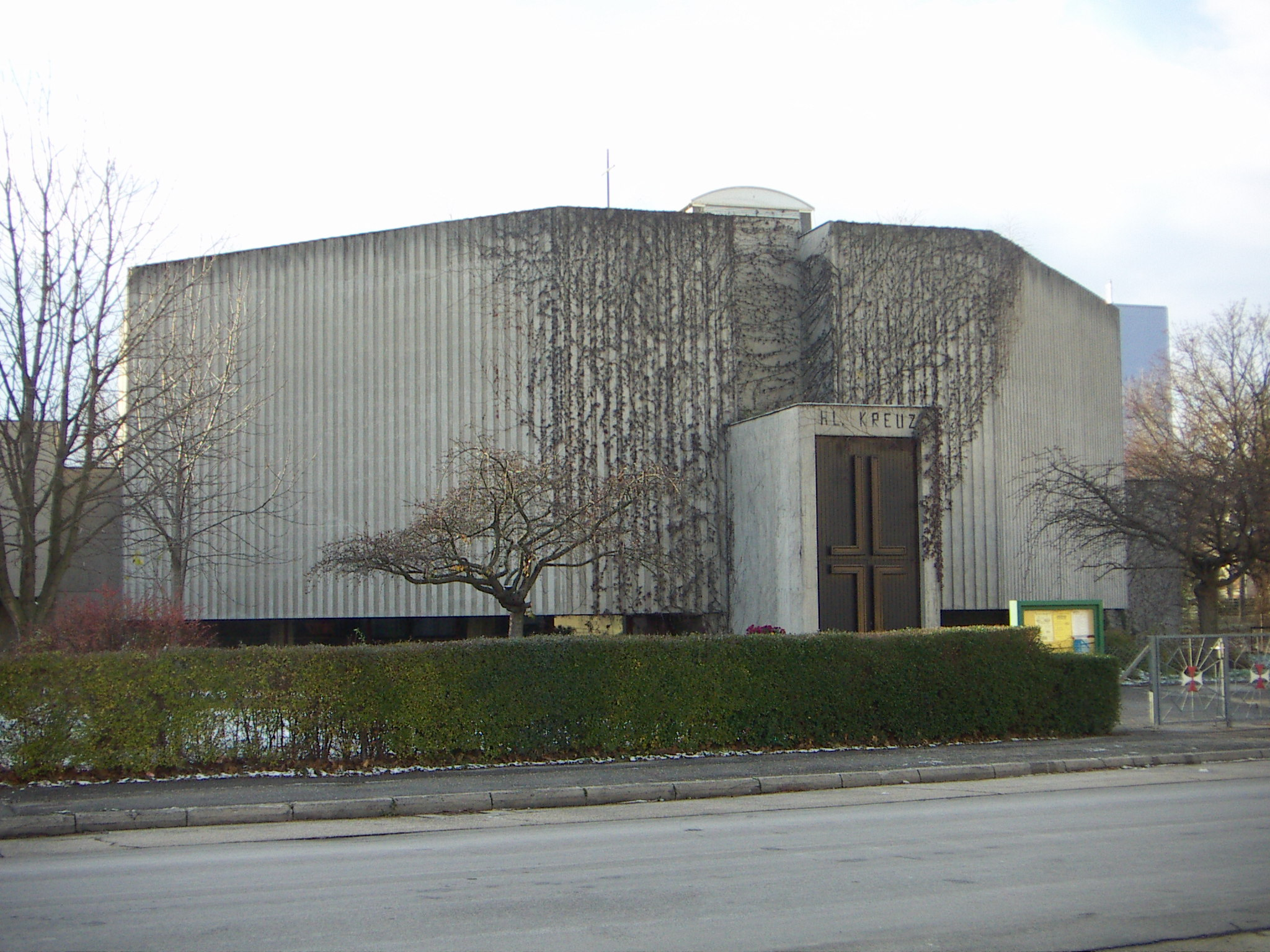
Katholische Pfarrkirche Hl. Kreuz in Wien-Großfeldsiedlung

Die Filialkirche Heiliges Kreuz (auch: Heilig-Kreuz-Kirche) ist eine römisch-katholische Filialkirche an der Dominik-Wölfel-Gasse 17 im Stadtteil Großfeldsiedlung im Bezirksteil Leopoldau des 21. Wiener Gemeindebezirks Floridsdorf. Sie ist dem Heiligen Kreuz geweiht.

## Geschichte
Im Zuge der Stadterweiterung Floridsdorfs durch den Gemeindebau Großfeldsiedlung wurde die Pfarrkirche in den Jahren 1971 bis 1975 nach den Plänen des Architekten Hannes Lintl errichtet.
Am 1. Jänner 2024 wurde die Pfarre Heiliges Kreuz aufgehoben. Die ehemalige Pfarrkirche Heiliges Kreuz ist seither eine Filialkirche der Pfarre Der Weg Jesu und die Kirche der Teilgemeinde Heiliges Kreuz.

## Architektur
Das Kirchengebäude ist ein Oktogonalbau mit eingeschriebenem Kreuz. Die vier Eingänge und der zentrale Altar betonen noch die Kreuzform. Da sich unter dem Kirchenraum der rundum verglaste Pfarrsaal befindet, erscheint das Volumen fast schwebend. Dies wird noch durch die gerippte Sichtbetonoberfläche betont. An die Kirche sind ein Pfarrhof und ein Ordenshaus des Kreuzherrenordens angebaut, die über einen der vier Eingänge erreicht werden.